# I Was a Fool
I Was a Fool è un singolo del duo canadese Tegan and Sara, pubblicato nel 2013 ed estratto dall'album Heartthrob. 

## Tracce
- Download digitale

1. I Was a Fool – 3:24

## Formazione
- Tegan Quin - voce
- Sara Quin - voce
- Greg Kurstin - tastiere, chitarra, basso
- Brian Gardner - batteria